# 粮食

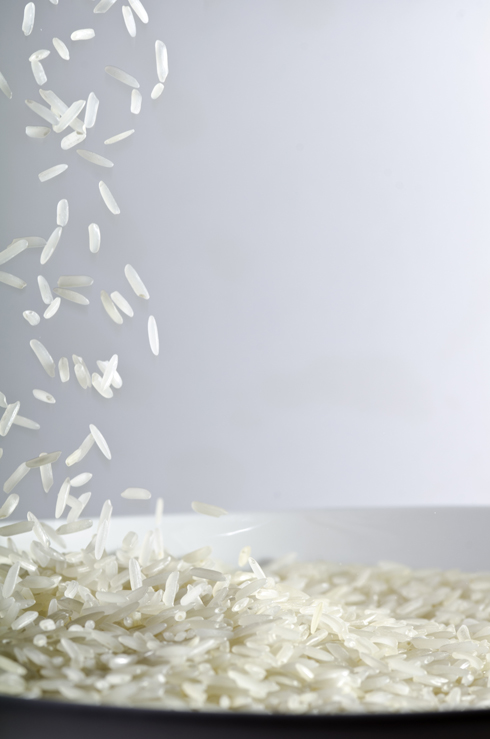
稻米

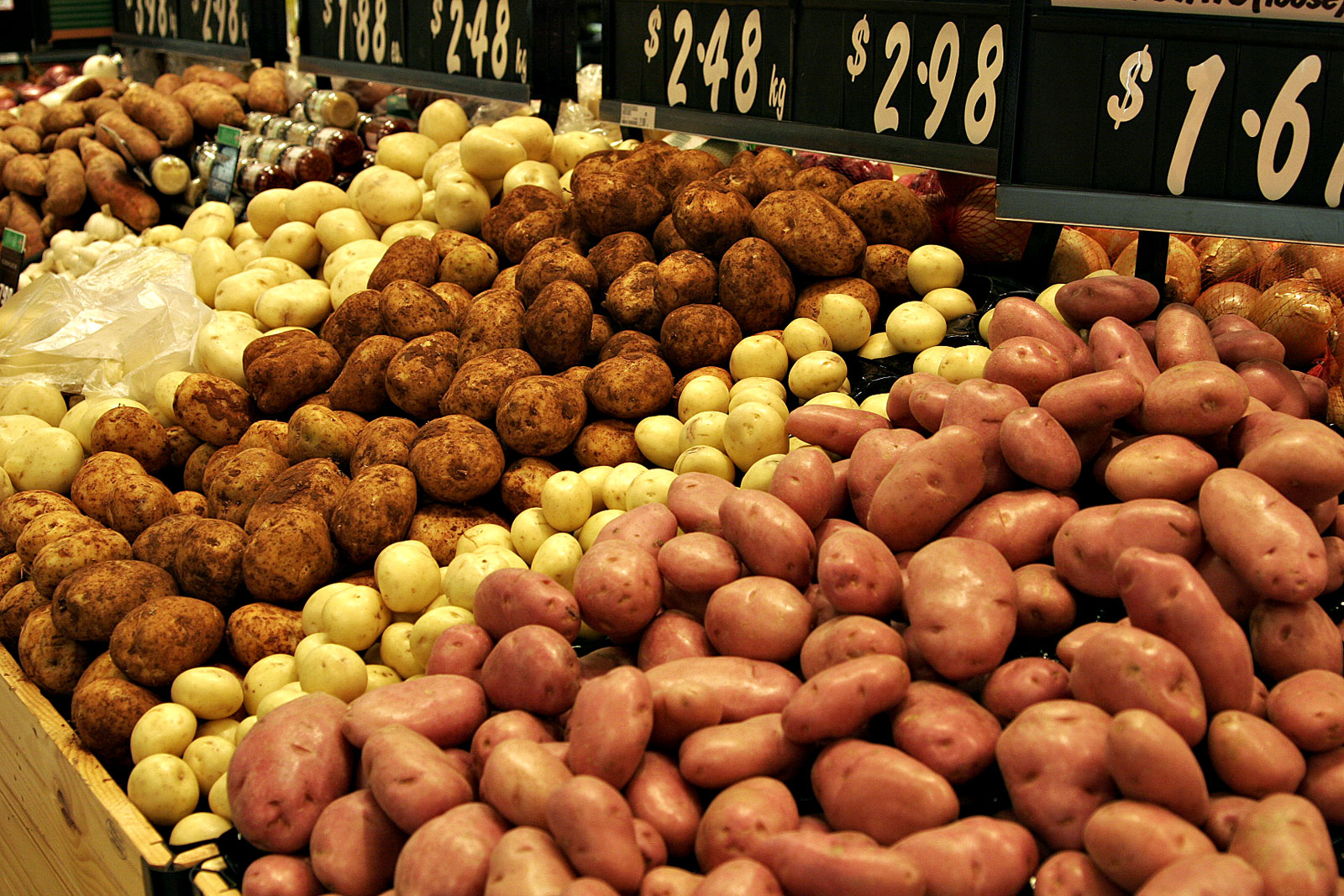
馬鈴薯

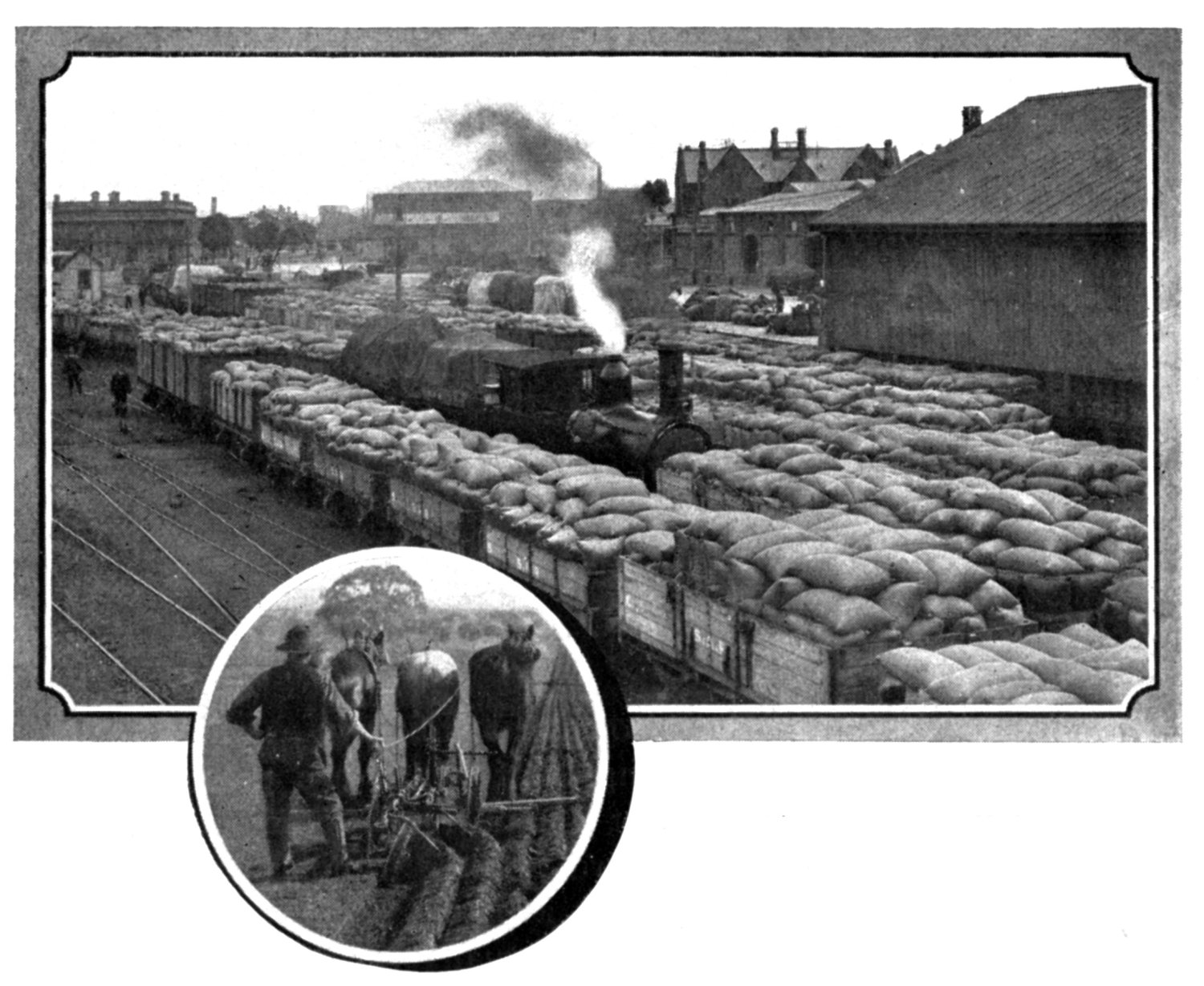
1915年的澳洲小麥運輸站

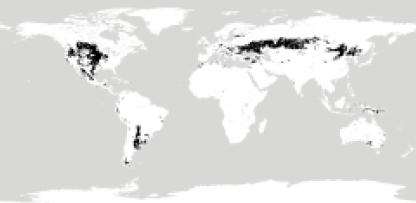
世界上最肥沃的耕地

糧食（Grain）通常指適合作為主食的原粮和成品粮。糧食作物是这些供食用的谷物、豆类和薯类作物（植物）的统称。狹義的糧食，單指谷物（cereal），即禾本科作物的籽实（以及例外情形的非禾本科的準穀物籽实）。广义的粮食，还要包括豆科植物的种子，以及马铃薯、芋頭、番薯和木薯等植物可供食用的莖或根部。而粮食在古文，一般採鄭玄所注的：「行道曰糧，謂糒也。止居曰食，謂米也。」
粮食所含營養物質主要為醣類（澱粉为主），其次是蛋白質。联合国粮食及农业组织對糧食的定義包括三大类穀物，包括麦类、稻谷、粗粮（又稱雜粮，即經常被用作動物飼料的粮食，包括大麦、玉米、黑麦、燕麦、黑小麦、高粱）。中国在先秦即有五谷之说，指稻、黍、稷、麦、菽五种作物，其种子称作稻米、黍米、粟米、麦粒、菽豆。

统计粮食产量时，豆类按去荚后的干豆计算，薯类按5千克鲜薯折合1千克粮食计算。其它粮食一律按脱粒后的原粮计算。
联合国粮农组织的食品（food）产品目录有八大类106种：
1. 穀物类8种，即小麦、稻谷、粗粮（包括大麦、玉米、黑麦、燕麦、黑小麦、高粱）；
2. 块茎与块根作物类5种；
3. 豆类5种；
4. 油籽、油果和油仁作物13种；
5. 蔬菜和瓜类20种；
6. 糖料作物3种；
7. 水果、浆果24种；
8. 家畜、家禽、畜产品28种。

## 分类
粮食主要包括：
- 麦
  - 小麦
  - 大麦
    - 皮麦
    - 青稞（元麦）

  - 黑麦
  - 燕麦
    - 莜麦
- 稻（大米）
  - 粳稻
  - 籼稻
  - 糯稻
    - 籼糯稻
    - 粳糯稻

  - 陆稻（旱稻）
  - 深水稻
- 雜粮
  - 藜麥
  - 玉米
  - 高粱
  - 荞麦
  - 小米（谷子、粟）
  - 黍（糜子）

此外尚有作为补充主食用的粮食作物：
- 紅豆（小豆）
- 绿豆
- 木薯
- 番薯（红薯、白薯）
- 马铃薯（土豆）
- 芋頭

## 生产
某些粮食因其习性可能只分布在部分地区，而同种粮食因品种和生长条件的不同，其营养素的含量也会有较大的差别。
下列表格显示着几种主要粮食作物在1961年，以及2005年的年生产量，以2005年产量排序。除了荞麦和藜麥之外，其他全部都是禾本科植物。
| 糧食名稱 | 2005 (公吨) | 1961 (公吨) | 介紹 |
| -------- | ----------- | ----------- | --- |
| 玉米     | 711,762,871 | 205,004,683 | 作為重要的家畜飼料在北美洲、南美洲以及非洲被大量栽培，北美洲以及澳大利亞、紐西蘭等地也稱之為「玉蜀黍」。 |
| 小麦     | 630,556,602 | 222,357,231 | 以溫帶氣候區為主要栽種地。                                                                               |
| 稻       | 621,588,528 | 284,654,697 | 以熱帶氣候區為主要栽種地。                                                                               |
| 大麦     | 139,220,431 | 72,411,104  | 麦芽为主要产品，并在较冷或较贫瘠地区作為家畜的飼料。                                                     |
| 高粱     | 59,722,088  | 40,931,625  | 主要作為家畜的飼料而在亞洲以及非洲廣泛栽培。                                                             |
| 小米     | 30,302,450  | 25,703,968  | 依據不同的部位而有不同用途的一種穀物，在亞洲及非洲被廣泛栽培。                                           |
| 燕麦     | 24,032,521  | 49,588,769  | 蘇格蘭以前的主要家畜飼料。                                                                               |
| 黑麥     | 15,202,142  | 35,109,990  | 以寒帶氣候區為主要栽種地。                                                                               |
| 小黑麥   | 12,962,777  | 0           | 小麥和黑麥經屬間混種和染色體加倍而人工結合成的新農作物。                                                 |
| 蕎麥     | 2,127,823   | 2,478,596   | 在欧亚大陆栽种，主要用于各种面包、面饼及面条等。                                                         |
| 福尼奥米 | 284,578     | 178,483     | 其中有几个品种在非洲作为食物而种植生长。                                                                 |
| 藜麥     | 58,443      | 32,435      | 古老的非禾本科植物，生长在安第斯山脉。                                                                   |